# Marino Vicente Rosado
Marino Cipriano Vicente Rosado (Santo Domingo, 26 de septiembre de 1954) es un magistrado de la Sala Civil del Tribunal de Niños, Niñas y Adolescentes del Poder Judicial de la República Dominicana en la provincia de San Cristóbal. Inició su carrera como Juez en el año 1998, destacándose en la materia penal.

## Biografía
Marino Vicente Rosado nació el 26 de septiembre de 1954 en la capital Santo Domingo, hijo de Clodomiro Vicente y Ana Antonia Rosado Amancio de Vicente, ambos fallecidos. Creció en la ciudad de Padre Las Casas, de la provincia Azua, donde tuvo sus estudios primarios para luego regresar a la capital a estudiar derecho en la Universidad Autónoma de Santo Domingo. En la Escuela Nacional de la Judicatura, cursó una especialidad en Derecho Judicial. 

## Carrera
Marino Vicente Rosado tiene más de 30 años de ejercicio profesional. Luego de pasar las evaluaciones llevadas a cabo en la República Dominicana para abogados aspirantes a jueces, gana el concurso público de oposición que lo designa como Juez el 26 de mayo de 1998. Desde esa fecha ha ocupado diferentes posiciones en el tren judicial desde su calidad de juez de carrera, iniciando como Juez de Paz en el Municipio de Sabana Yegua, en la provincia de Azua. 
Cuando entró en vigencia el actual Código Procesal Penal fungió como Juez Liquidador de la Cámara Penal del Juzgado de Primera Instancia del Distrito Judicial de Azua (2004-2006). En este rol tuvo un papel importante en la condena de los miembros de la famosa banda de asesinos conocida como “Los Sayayines”, liderada por Vlas Pujols y el teniente de la policía Vitalio Ramírez Pérez (Holguin) a quien el magistrado Vicente Rosado condenó a 20 años de prisión por homicidio. Por hechos horripilantes para la sociedad de Azua y el país tales como la muerte a mansalva del joven empleado de la compañía Verizon Hostos Manuel Encarnación Fernández y la muerte perpetrada en contra del comprador de oro, entre otros, los procesos de Vicente Rosado tuvieron el seguimiento de la población de la ciudad. Entre la comunidad legal de la provincia, especialmente los fiscales y abogados, Vicente Rosado se ganó fama de ser un juez de línea dura en los casos que ameritaban firmeza, siendo de criterio proporcional en aquellos más leves.
En esta misma ciudad también ocupó la posición de Juez de la Oficina de los Servicios Judiciales de Atención Permanente adscrita al Juzgado de la Instrucción, rol en el cual tuvo que conocer casos criminales importantes, muchas veces relacionados con asesinatos.

El primero de mayo de 2012 pasa a ocupar la posición juez miembro de la Cámara Penal del Tribunal Colegiado del Juzgado de Primera Instancia del Distrito Judicial de Peravia, donde conoció casos que despertaban interés nacional, tales como violaciones de niños que generaban condenas de 30 años. El 23 de abril de 2013 pasó a presidir la Cámara Penal Unipersonal del Juzgado de Primera Instancia del distrito judicial de Peravia. En la actualidad es el Juez de la Sala Civil de Niños, Ninas y Adolescentes N.N.A.,  del Juzgado de Primera Instancia del distrito judicial de San Cristóbal, desde el 8 de julio de 2016.